# Oscar 1959
A 31ª cerimônia de entrega dos Academy Awards (ou Oscars 1959), apresentada pela Academia de Artes e Ciências Cinematográficas, premiou os melhores atores, técnicos e filmes de 1958 no dia 29 de março de 1976, em Los Angeles e teve  como mestres de cerimônias Jerry Lewis, Mort Sahl, Tony Randall, Bob Hope, David Niven e Laurence Olivier.
O drama Gigi foi premiado na categoria mais importante: melhor filme.

## Indicados e vencedores
| Melhor Filme - Gigi - Auntie Mame - Cat on a Hot Tin Roof - The Defiant Ones - Separate Tables | Melhor Diretor - Vincente Minnelli – Gigi - Richard Brooks – Cat on a Hot Tin Roof - Robert Wise – I Want to Live! - Stanley Kramer – The Defiant Ones - Mark Robson – The Inn of the Sixth Happiness                                              |
| Melhor Ator/Actor (Principal) - David Niven – Separate Tables - Tony Curtis – The Defiant Ones - Paul Newman – Cat on a Hot Tin Roof - Sidney Poitier – The Defiant Ones - Spencer Tracy – The Old Man and the Sea | Melhor Atriz/Actriz (Principal) - Susan Hayward – I Want to Live! - Deborah Kerr – Separate Tables - Shirley MacLaine – Some Came Running - Rosalind Russell – Auntie Mame - Elizabeth Taylor – Cat on a Hot Tin Roof                              |
| Melhor Ator/Actor Coadjuvante/Secundário - Burl Ives – The Big Country - Theodore Bikel – The Defiant Ones - Lee J. Cobb – The Brothers Karamazov - Arthur Kennedy – Some Came Running - Gig Young – Teacher's Pet | Melhor Atriz/Actriz Coadjuvante/Secundária - Wendy Hiller – Separate Tables - Peggy Cass – Auntie Mame - Martha Hyer – Some Came Running - Maureen Stapleton – Lonelyhearts - Cara Williams – The Defiant Ones                                     |
| Melhor Roteiro/Argumento - Original - The Defiant Ones - Houseboat - Teacher's Pet - The Goddess - The Sheepman | Melhor Roteiro/Argumento - Adaptado - Gigi - Cat on a Hot Tin Roof - I Want to Live! - Separate Tables - The Horse's Mouth |
| Melhor Edição/Montagem - Gigi - Auntie Mame - Cowboy - I Want to Live! - The Defiant Ones | Melhor Filme Estrangeiro - Mon Oncle ( França) - Helden ( Alemanha Ocidental) - La Venganza ( Espanha) - La Strada Lunga un Anno ( Iugoslávia) - I soliti ignoti ( Itália)                                                                         |
| Melhor Documentário em Longa-metragem - White Wilderness - Antarctic Crossing - The Hidden World - Psychiatric Nursing                                                                                             | Melhor Documentário em Curta-metragem - Ama Girls - Employees Only - Journey Into Spring - The Living Stone - Overture |
| Melhor Curta-metragem - Grand Canyon - Journey Into Spring - The Kiss - Snows of Aorangi - T Is for Tumbleweed | Melhor Animação em Curta-metragem - Knighty Knight Bugs - Paul Bunyan - Sidney's Family Tree |
| Melhor Trilha Sonora/Banda Sonora/Comédia ou Drama - The Old Man and the Sea - Separate Tables - The Big Country - The Young Lions - White Wilderness                                                              | Melhor Canção original - "Gigi" por Gigi - "A Certain Smile" por A Certain Smile - "Almost In Your Arms (Love Song from Houseboat)" por Houseboat - "A Very Precious Love" por Marjorie Morningstar - "To Love and Be Loved" por Some Came Running |
| Melhor Trilha Sonora/Banda Sonora/Musical - Gigi - Damn Yankees! - Mardi Gras - South Pacific - The Bolshoi Ballet                                                                                                 | Melhor mixagem/mistura de Som - South Pacific - A Time to Love and a Time to Die - I Want to Live! - The Young Lions - Vertigo |
| Melhor Direção de Arte - Gigi - A Certain Smile - Auntie Mame - Bell Book and Candle - Vertigo | Melhor Figurino/Guarda-Roupa/Colorido - Gigi - A Certain Smile - Bell Book and Candle - Some Came Running - The Buccaneer |
| Melhor Cinematografia/Fotografia/Preto & Branco - The Defiant Ones - Desire Under the Elms - I Want to Live! - Separate Tables - The Young Lions                                                                   | Melhor Cinematografia/Fotografia/Colorido - Gigi - Auntie Mame - Cat on a Hot Tin Roof - South Pacific - The Old Man and the Sea |
| Melhores Efeitos Visuais - tom thumb - Torpedo Run | |

### Múltiplas indicações
- 9 indicações: The Defiant Ones e Gigi
- 7 indicações: Separate Tables
- 6 indicações: Auntie Mame, Cat on a Hot Tin Roof e I Want to Live!
- 5 indicações: Some Came Running
- 3 indicações: A Certain Smile, The Old Man and the Sea, South Pacific e The Young Lions
- 2 indicações: Bell, Book and Candle, The Big Country, Houseboat, Journey Into Spring, Teacher's Pet, Vertigo e White Wilderness